# Megaphasma denticrus
Espèce
Megaphasma denticrus est une espèce de  phasmes de la famille des Diapheromeridae. Long de 11 centimètres, c'est l'insecte le plus long de la Grande Prairie nord-américaine. Il est de couleur vert clair à marron ocre.

## Systématique

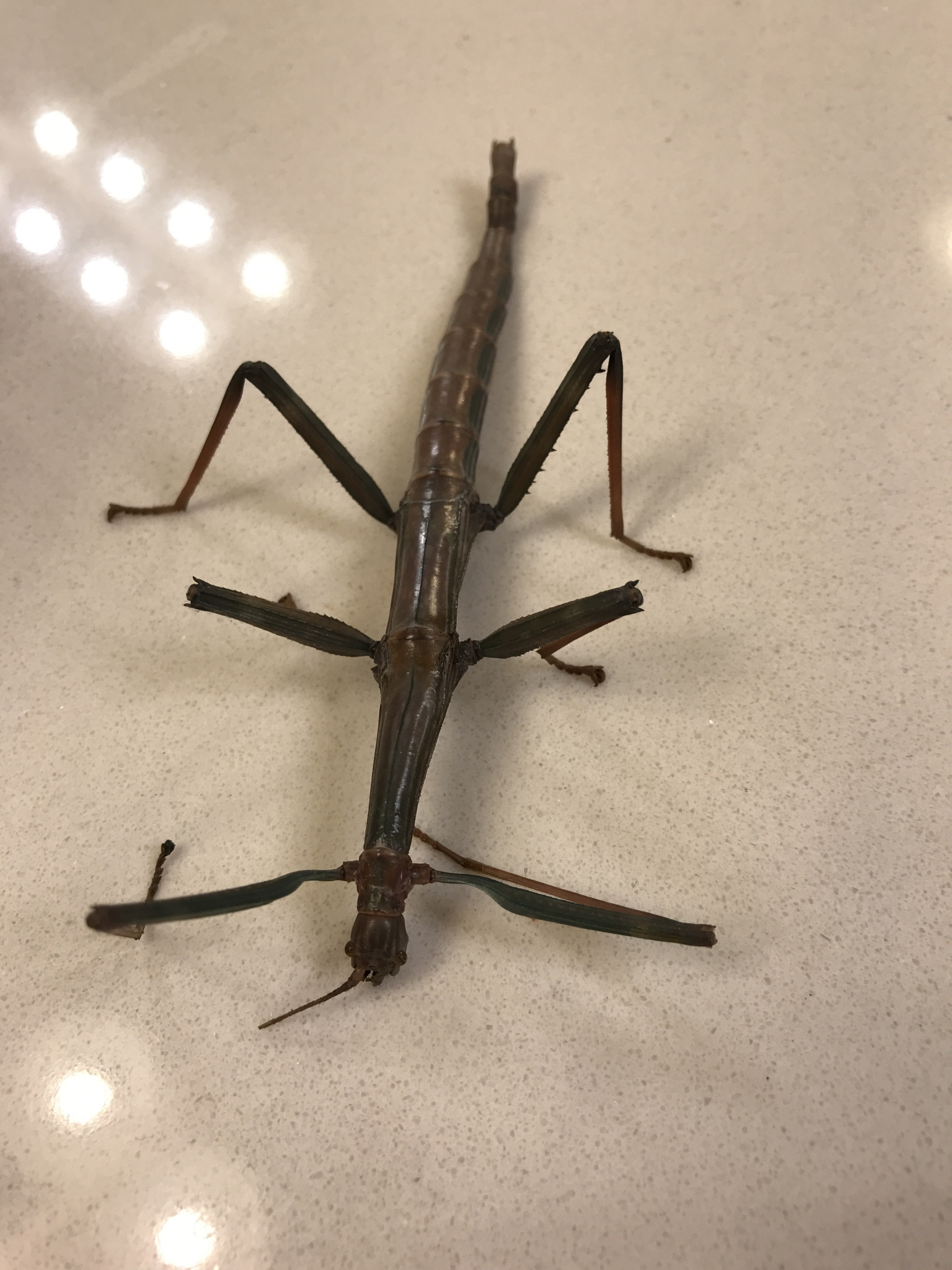
Megaphasma denticrus.

L'espèce a été initialement classée dans le genre Diapheromera sous le protonyme Diapheromera denticrus par l'entomologiste suédois Carl Stål, en 1875. Elle est déplacée en 1903 dans le genre Megaphasma, par l'entomologiste américain Andrew Nelson Caudell.
Megaphasma denticrus (Stål, 1875) a pour synonymes :
- Diapheromera denticrus Stål, 1875 - protonyme
- Diapheromera dentricus Caudell, 1903
- Megaphasma denticus Sellick, 1988
- Megaphasma dentricus (Caudell, 1903)
- Megaphasma dentricus (Stål, 1875)
- Megaphasma dentricus Beamer, 1932[5]
- Megaphasma denticrum (Stål, 1875)
- Diapheromera denticrus[6]Stål, 1875